# Hospitalkirche St. Joseph (Bensheim)

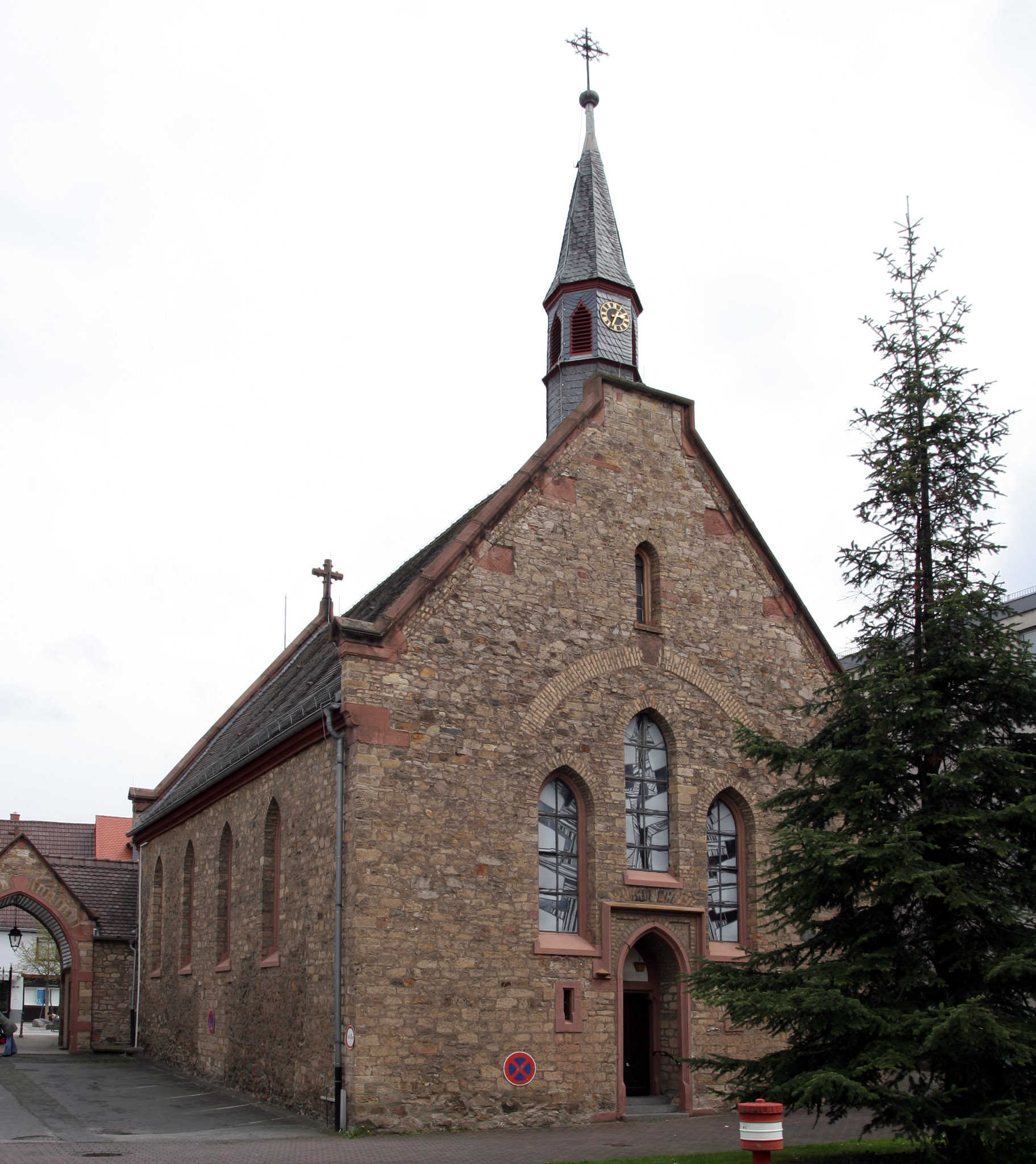
Die Hospitalkirche St. Joseph in Bensheim

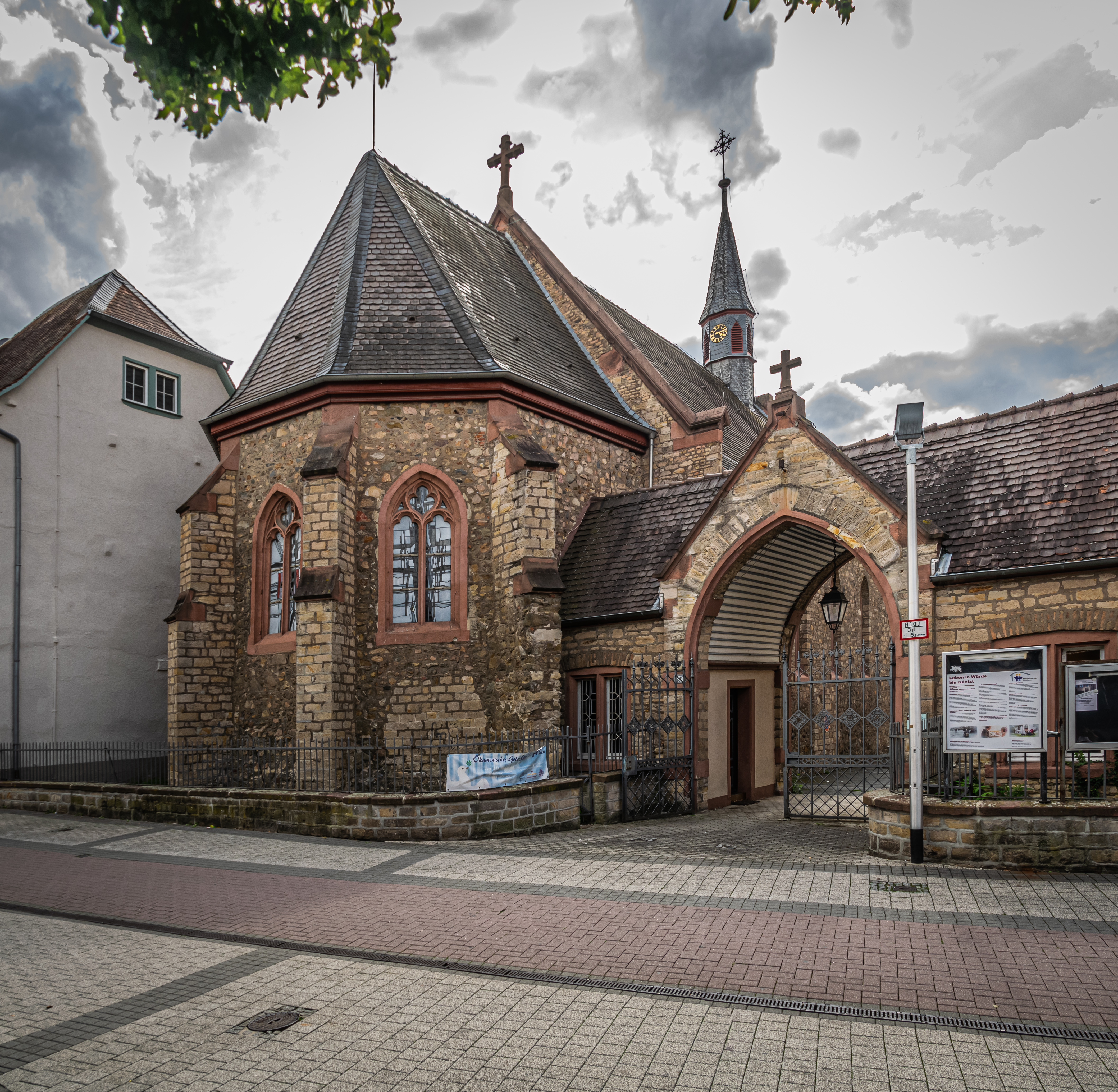
Die Hospitalkirche, Blick zum Chor

Die römisch-katholische Hospitalkirche St. Joseph in Bensheim an der Bergstraße ist ein unter Denkmalschutz stehendes Kulturdenkmal. Die Kirche liegt am Hospitalplatz in der Hauptstraße 83.

## Geschichte
Ein Vorgängerbau der Hospitalkirche wurde bereits im Jahr 817 erwähnt. Vermutlich wurde die Hospitalkirche bereits im 14. Jahrhundert als Heilig-Geist-Spitalkirche errichtet und steht möglicherweise genau an der Stelle der alten Kirche. Im 15. Jahrhundert hatte die Kirche drei Altäre. Der heutige Chor mit Maßwerkfenstern wurde um 1500 an die Kirche angebaut. Man geht davon aus, dass das Kirchenschiff vermutlich als Krankensaal, und erst nach dem Bau eines Krankenhauses, für rein kirchliche Zwecke genutzt wurde. Der Zeitpunkt der Nutzungsänderung ist unbekannt. 1706 wurde die Kirche neu geweiht und erhielt eine Glocke. 1869 wurde das Gebäude eingehend saniert. Dabei wurden große Teile des Mauerwerks, vor allem von der westlichen Giebelfront, sowie der Dachstuhl erneuert. 1872 wurde die Kirche zu Ehren des Heiligen Joseph geweiht. Um eine zweite Glocke aufnehmen zu können, wurde 1894 der Dachreiter von 1870 durch einen neuen ersetzt. Während der Corona-Krise wurden die katholischen ZDF-Gottesdienste mit Pfarrer Heinz Förg aus der Hospitalkirche übertragen, darunter das Pfingsthochamt 2020 mit dem Essener Bischof Franz-Josef Overbeck.

## Aufbau
Die Hospitalkirche ist ein schlichter unverputzter Saalbau mit Satteldach. Das Mauerwerk besteht aus Bruchsteinen. Die Fenster und Enden der Giebelwände sind in rotem Sandstein gefasst. Das Kirchenschiff hat einen rechteckigen Grundriss mit eingezogenem Chor. Die Fenster des Westportal sind in Spitzbögen ausgeführt. Neben dem Portal sind schießschartenartige Fenster, während über dem Portal sich eine Dreifenstergruppe befindet. Auf dem Dach ist ein oktogonaler Dachreiter mit verschiefertem Spitzhelm. Die kleine Hospitalkirche ist vor allem aus orts- und kirchengeschichtlichen Gründen eines der wichtigsten Baudenkmäler Bensheims.